# محمد مختار باشا المصري
محمد مختار باشا المصري (1835م–20 نوفمبر 1897م).
وُلد في بولاق مصر سنة 1835م، وقرأ مبادئ العلم في مدرسة عباس الأول وفي مدارس أخرى، وتلقَّى الفنون العسكرية في مدرسة البوليتكنيك، وانتظم في خدمة الجيش المصري وهو في الثانية والعشرين من عمره، ونال رتبة لواء سنة 1886م.
وتولَّى عدة مناصب مهمة في أنحاء السودان قبل ظهور المهدي، فلما فتحت الحكومة المصرية إقليم هرر كان صاحب الترجمة أركان حرب الحملة التي سارت لذلك الفتح، ثم تعيَّن رئيس عموم أركان حرب السودان، ولما عُقد مؤتمر جنوة العلمي انتُدب لينوب فيه عن القُطر المصري، ويدل ذلك على ثقة الحكومة الخديوية في أهليته.
وبعد خدمات متوالية في نظارة الحربية عيَّنه الجناب الخديوي مأمورًا للخاصة الخديوية، واستمر في المنصب حتى تُوفِّي، وقد حاز النيشان العثماني الثاني والمجيدي الثاني والمملوكي الإيطالي الثاني وميدالية الامتياز الذهبية. وأُصيب في أواخر أعوامه بمرضٍ ما زال يتردد عليه حتى
قضى أنفاسه الأخيرة في 20 نوفمبر سنة 1897م.

## مؤلفاته وآثاره
لة عدة مؤلفات، أكثرها رياضية فلكية، وهي: 
1. التوفيقات الإلهامية: وهو تقديم كبير لمقارنة السنين الهجرية بالسنين الإفرنجية والقبطية، من السنة الأولى للهجرة إلى عام 1500 بعدها مُرتبة في جداول سنوية، وقد جعل الأشهر في كل سنة منها متناسقة على ما يقارن أول كل شهر عربي، وبإزاء كل شهر أهم الحوادث التاريخية التي وقعت فيه، وخصوصًا الحوادث الإسلامية والمصرية، بحيث يصح أن يكون هذا الكتاب تقويمًا حسابيًّا يوميًّا، ومعجمًا تاريخيًّا لألفٍ وخمسمائة سنة هجرية، وقد جعله تقدمة لسموِّ الخديوي عباس باشا الثاني.
2. المجموعة الشافية في علم الجغرافية، ومعها أطلس جغرافي.
3. جداول تحويل المسطحات المترية إلى ما يقابلها من الفدان والقيراط والسهم، يبدأ من جزءٍ من مائةٍ من السهم، وينتهي إلى ألف فدان.
4. ترجمة حال محمود باشا الفلكي.
5. رسالة في سيرة الجنرال ستون الأميركاني وخدماته للحكومة المصرية.
6. مختصر في تبيين كيفية حساب القديم وأوقات الصلاة.
7. رسالة في الكلام على بلاد زيلع وهرر والجالا (بالفرنسية).
8. رسالة في بلاد الجاديبورسي (بالفرنسية).
9. رسالة في رأس هافون ووادي تهوم (بالفرنسية).
10. رسالة في الكلام على ابتداء الأشهر الهلالية في السنة الإسلامية (بالفرنسية).
11. رسالة في السودان الشرقي (بالفرنسية).
12. رسالة في تحديد أطوال المقاييس والمكاييل والأوزان المصرية، ومقارنتها بالمقاييس الفرنساوية والإنكليزية (طُبعت بالعربية والفرنسية).
13. نبذة تتضمن إقامة البرهان على معرفة قدماء المصريين لحقيقة شكل الأرض.
14. مقالة في تخطئة القائلين بإمكان استعمال ساعة عامة أو ساعات محددة لجميع أقطار الدنيا، وقد تُليت هذه المقالة والتي قبلها على أعضاء المؤتمر العلمي في جنوة.
15. الطريقة العلمية لاستعمال المسطرة المصرية في قياس القواعد الجيوروزية.
16. جدول لرسم خطوط الأطوال والعروض لأية طريقة جغرافية.[2]

## اختراعات
اخترع آلة (دليل القبلة الإسلامية العام).